# 이토 마사미

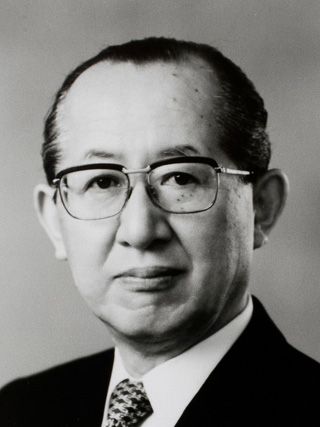

이토 마사미(일본어: 伊藤正己, 1919년 9월 21일 ~ 2010년 12월 27일)는 효고현 출신의 법학자다. 전문은 영미법 및 헌법으로 특히 표현의 자유와 프라이버시의 관계성에 대해 연구했다. 최고재판소 재판관, 도쿄 대학 명예교수, 일본 학사원 회원(제2분과 법률학·정치학)을 역임했다. 동생인 이토 다다시는 전 스이토모 상사 사장이다. 다른 사람의 저서에서 이름의 ‘己’가 종종 ‘已’나 ‘巳’로 적히는 경우가 있다.

## 약력
효고현립 고베 고등학교(이른바 고베1중)과 구제 다이이치 고등학교(이른바 1고)를 졸업하고, 도쿄 제국대학 법학부를 졸업했다. 전시에는 특별연구생으로 뽑혀 징병을 모면하기도 했으며, 1954년에는 미국의 하버드 대학교와 스탠퍼드 대학교로 유학을 떠났다.
최고재판소 판사로 있을 때에는 기치조지 역 빌라 배포사건의 판결의 보충의견에서 ‘퍼블릭 포럼론’(공공장소를 표현활동에 이용하는 경우의 이해 조정)을 주창하고, 수많은 보충의견이나 소수의견을 내놓았다. 일례로 전철 내에서 상업 광고 방송을 듣는 것이 프라이버시의 침해가 될 가능성이 있다고 본 ‘포로가 된 청중’ 보충 의견 등이다. 또한 유해도서를 자동판매기에서 판매하는 것을 금지한 기후현의 청소년 조례를 합헌으로 판시하고, “청소년의 알 권리의 보장은 성인에 비해 낮으며, 성인은 자판기 이외의 수단으로라도 입수할 수 있으므로 검열의 필요는 없다”라는 보충의견을 내놓았다. 또한 16세 미만인 자와의 음행을 금지한 후쿠오카현 청소년 조례의 판결에서 “‘음행’이라고 하는 표현은 정확한 처벌 범위를 가리킨다고 할 수 없고, 명확성을 결하였으므로 헌법에 위반되며 무효이다”라고 하는 반대의견을 내놓았다. 소프란도를 무허가로 영업한 시즈오카현의 사건에서는 “친아버지가 영업허가를 받았으며, 그 명의변경이 수리되어 있었으므로 무허가의 고의는 없었다”라고 무죄를 선고하기도 했다.
오사카 공항 소음 소송에서는 야간 이착륙의 금지를 인정하지 않고, 과거의 소음 손해에 대해서만 배상을 하도록 한 법정의견에서 “행정사건의 공권력 행사로서, 항고소송으로 구제를 얻어야 한다”라는 보충의견을 냈다. 샐러리맨 세금 소송에서는 “샐러리맨에게도 필요 경비는 있지만, 급여의 공제 안에 추정하여 포함하고 있으므로, 사업소득자와 비교해 불공평하지 않다”라는 판결에 대하여 “샐러리맨의 실제 경비가 급여 소득 공제를 초과하는 경우, 그러한 제도로 과세하는 것은 합리성을 결하고 있으므로 헌법에 위반한다”라는 보충의견을 냈다.
순직 자위관의 고코쿠 신사 합사를 합헌이라고 한 자위관 고코쿠 신사 합사 사건의 다수의견에 대하여 “사법이 정신적 자유를 생각하는 경우는 소수자 보호의 시점이 필요하며, 종교상의 마음의 평정을 요구하는 것도 법적으로 보호할 가치가 있다. 자위대의 행위는 위헌”이라는 반대의견을 냈다. 북방저널사건(중상표현을 포함하는 출판물의 사전 금지)에서 본건은 예외적 금지요건에 해당하므로 합헌이라고 한 판결에서는 “예외로 이러한 엄격한 요건을 추구하는 경우, 사전금지가 현저하게 제한된다. 공적 인물(입후보자)의 경우는 원칙적으로 사후 제재를 가하는 수밖에 없다”라는 보충의견을 냈다.
퇴임에는 “선배에게는 보충의견은 쓸데없는 혼잣말이라는 소리를 듣기도 했지만, 학자로서 말하고 싶은 것이 있었다”라고 한 바 있다.

## 퍼블릭 포럼론
공원, 광장, 공회당, 도로 등의 공공시설은 각자 본래의 목적을 가지고 있는 것과 동시에 집회에 의하여 일정한 표현을 행하는 장소로도 사용될 수 있다. 이를 ‘퍼블릭 포럼’이라고 한다.
이른바 ‘퍼블릭 포럼론’은, 퍼블릭 포럼에 있어서 소유권이나 그 본래의 이용 목적을 위한 관리권에 근거한 제한을 받지 않을 수는 없지만, 일본국 헌법 제21조가 보장하는 집회의 자유에 근거하여 가능한 배려할 필요가 있다는 이론이다.

## 주요 저서
- 《현대 법학 입문》(現代法学入門, 제4판, 유히카쿠, 2005년), 가토 이치로와 공저.
- 《미국법 입문 basic university library》(アメリカ法入門 basic university library, 제3판, 니혼효론샤, 2000년), 기노시타 쓰요시와 공저.
- 《헌법》(憲法, 제3판, 고분도, 1995년)
- 《재판관과 학자의 사이》(裁判官と学者の間, 유히카쿠, 1993년)